# ドラえもんにおける年表
ドラえもんにおける年表（ドラえもんにおけるねんぴょう）では、藤子・F・不二雄（藤本弘）の漫画『ドラえもん』における架空（実在含む）の出来事を年表形式に掲載する。
以下では基本的に、藤本が生前執筆した漫画作品（『大長編ドラえもん』を含む）に出てくる事項のみを記載する。「アニメ作品」「藤本以外が執筆した派生作品」は「#藤本以外の手による作品における年表」内のみに記載する。
記載範囲
- てんとう虫コミックス『ドラえもん』全45巻
- てんとう虫コミックス『大長編ドラえもん』1〜17巻（藤本の遺作まで）
- 藤子・F・不二雄大全集『ドラえもん』全20巻（てんとう虫コミックスと内容に矛盾がある場合はその旨を明記）
- 「ドラえもん大事典」「ドラえもんの大ひみつ」等の記事類、特別漫画の内容も対象とする。

マーク
- ★印は、アニメのみでの事項。漫画版が存在しない藤本生前の唯一のアニメ映画『のび太のパラレル西遊記』の事項のみを記載した（藤本の病気がなければ藤本による大長編漫画が描かれる予定だったと考えられ、藤本自身も漫画版をいずれ執筆したいという意向を語っていたため）。
- ●印は、「ドラえもん大事典」等の通常の漫画ではない作品が出典の事項。
- ◆印は、方倉陽二「ドラえもん百科」等の企画漫画、企画記事が出典の事項（藤本の漫画には出てこないが公式設定となった大きな事項のみを特別に記載）。
- ※印は、現実に起きた出来事（史実）。

年代表記
- 作品内の表記に準ずる。
- 元号がなく末尾が「年」の年代は西暦。
- 明治6年11月の日本での太陽暦採用後は西暦と和暦のずれがなくなるため、作中に和暦しか出てこない場合でも西暦を先に、和暦を括弧内に記載した。太陽暦採用前の和暦の場合は、西暦が確定する場合のみ括弧内に西暦を併記した。
- 「○年前」「○年後」の表記時は、記載位置を確認するために西暦と比較する必要がある場合のみ、初出年等を元に計算して西暦を推定し括弧内に併記した。

## 数億年前
約36億年前
- 「種をまく者」が地球と火星にアミノ酸やタンパク質などを含めた、通称「生物の種」をまく[1]。

約3億年前
- ドラえもんとのび太がイチを含むのら犬、のら猫達のために「国」を作る[2]。

約2億9999万9000年前
- ドラえもんとのび太がイチの子孫に会う[2]。

約1億5000万年前
- ドラえもんとのび太が「宇宙ターザン」視聴率対策のため、専用の撮影スタジオを白亜紀に建設する[3]。

約1億3700万年前
- ドラえもんとのび太が20世紀の中国地域で化石が発見された恐竜たちを日本へ呼ぼうと試みる[4]。

約1億年前
- ドラえもんとのび太が肉食亀の上で漂流する[5]。
- ドラえもんとのび太がピー助を返しにいく。

## 数万年前
約9000万年前
- のび太が転んで痕跡を遺す[6]。

約6500万年前
- ドラえもんが地上にいた恐竜の一部を地下へ護送する[7]。
- 巨大彗星が地球に衝突、地上から恐竜が絶滅する。※

約1500万年前
- 隕石が火星に衝突、火星の生物がほぼ絶滅する[1]。

10万年前
- 原始人スネルがのび太をペットにする[8]。ドラえもんが原始人の「神様」として崇められる。

7万年前
- 日本人の祖先「ククル」が時空乱流に巻き込まれる[9][10]。
- ギガゾンビがタイムパトロールによって逮捕される。

約3万年前
- メカトピア建国。ロボットのアムとイムが創られる[11]。

約2万年前
- ドラえもん達が「石器時代のホテル」に宿泊する[12]。

約1万年前
- ムー連邦誕生。

## 数千年前
約7000年前
- アトランティス連邦が核実験に失敗、その影響で滅亡する[13]。

5000年前
- アフリカの秘境・バウワンコ王国で「火を吐く車」と「空飛ぶ船」を発明[14]。

## 7世紀
636年
- ドラえもん達、中央アジアで妖怪と戦う[15]★

## 8世紀
750年
- アッバース朝誕生。※

766年
- ハールーン・アル・ラシード王誕生。※

794年
- ドラえもん達、アラビアンナイトの世界に閉じ込められたしずかを助けにバグダッドに行く[16][17]。

## 11世紀
1049年
- 浦島太郎、海で行方不明になる[18]。

## 14世紀
1317年
- 浦島太郎、帰還を果たす[18]。

約637年前の延元3年（訪れた先が夏だと仮定すると1338年）
- のび太が成り行きで桃太郎になる[19]。

## 15世紀
500年前（初出の1976年の500年前は1476年）
- ドラえもんとのび太が、エーリッヒ・フォン・ミュウヒハウゼン男爵に助けを求める（幽閉されたロッテ・フォン・ミュウヒハウゼン救出のため）[20]。

## 16世紀
1534年
- インカ帝国の黄金を積んだ船、ユカタンを離れてから2日後、大嵐に遭い沈没[13]。

## 17世紀
1621年より10年以前の宮本武蔵が若者の時代
- のび太、宮本武蔵の師匠になる[21]。

## 19世紀
文政9年1月1日（1826年）
- のび左エ門、庭にお年玉を埋める[22]。

1880年（明治13年）
- のび太、アメリカ西部の町「モルグ・シティ」で「伝説の謎のガンマン」となる[23]。

93年前（作中でスネ夫が「93歳」と語っていることから。初出の1979年の93年前は1886年）
- スネ夫の曾祖母誕生。

## 20世紀
1910年（明治43年）
- ハレー彗星が地球に接近する[24]。※
  - 野比のび吉、柿の木の根元に浮き輪を埋める[24]。

1945年（昭和20年）
- 6月10日、子供時代ののび助（のび太のパパ）が、学童疎開先で白ゆりのような女の子から板チョコを貰う[25]。

1948年（昭和23年）
- 7月10日、子供時代の玉子（のび太のママ）が、両親の指輪を紛失し怒られる（7巻「ママのダイヤを盗み出せ」[26]における年代設定）。

1959年（昭和34年）、12年前
- 11月3日、のび助・玉子が結婚を申し込む（1巻「プロポーズ作戦」[27]における年代設定）。

10年前
- 8月7日、のび太誕生。1980年代の漫画でののび太は1980年代の現代の小学生として、2024年現在放送中のテレビアニメでののび太は21世紀生まれの現代の小学生として描かれている）。

1976年（昭和51年）
- ジャイアン、ツチノコを発見する[29]。

## 未来
原作漫画の執筆時（藤本自身が執筆した年代は1969年〜1996年）における未来の出来事を記す。
14年後（初出の1978年の14年後は1992年）
- のび太としずかが婚約[30]。

### 21世紀
2008年（平成20年）
- タイムマシン発明[31]。

約70年後
- ツチノコブームが起こる[29]。

2045年（「今は1976年」という設定の話なので「69年後」）
- ドラえもんと、現代ののび太がタイムマシンでツチノコを買いに訪れる。

2087年
- 「通心販売」の商品「衝突防止・道順記憶装置付き自転車」に欠陥が判明、デパートが回収へ[32]。

2093年
- 有人恒星探査船ビーグル二世号、地球を飛び立ち、太陽系を離れ、地球型惑星を発見、初めて宇宙人と出会う[31]。

### 22世紀
2111年
- 9月3日、天の川鉄道廃線[33]。

2112年●
- 9月3日、ドラえもん誕生。●
- 9月4日、ドラえもん、特売所に置かれる。●

2114年◆
- 12月2日、ドラミ誕生。◆

2115年
- 1月19日、ドラえもんがセワシの家へ。●

2122年
- 8月30日、ドラえもんがネズミに耳をかじられる。●
- 12月、ドラえもんがノラミャー子にふられる（雑誌版「ドラえもん大事典」のみに「12月」と記載[34]。単行本版「ドラえもん大事典」[35]では直後に大笑いされる展開に加筆修正されたため、「12月にふられる」エピソードはコマごと削除されている）●

### 23世紀
- 時間犯罪者のギガゾンビが登場する。

### 24世紀
2314年
- 恐竜ハンタードルマンスタインが登場する[36]。

## 主要人物の誕生日
上記の年表内に記されていない主要人物の誕生日について以下に記す。
- ◆印は、『最新ドラえもんひみつ百科』等の通常の漫画ではない作品、かつ藤本が執筆していない作品が出典の事項。
- いずれも生年の公式設定は存在しない（作中でも言及されていない）。

5月◆　しずか
2024年現在放送中のテレビアニメでも公式設定となっている誕生月。1970年代後半から1980年代の方倉設定では「12月2日」。
6月15日　ジャイアン
23巻「ハッピーバースデイ・ジャイアン」より。
2月◆　スネ夫
2024年現在放送中のテレビアニメでも公式設定となっている誕生月。方倉設定では「3月28日」。
不明（または4月◆）　出木杉英才
1998年発行の『最新ドラえもんひみつ百科』1巻に「4月生まれ」と記載。2018年発行の『ドラえもん公式調査ファイル てんコミ探偵団』には「不明」と記載。『最新ドラえもんひみつ百科』に記載されていた設定はその後消滅したものもあるため、2024年現在「4月生まれ」が公式設定として扱われているのかは不明。

## 藤本以外の手による作品における年表
「アニメ作品」「藤本以外が執筆した派生作品」で描かれている事項について記す。「藤本の生前に発表された内容かどうか」「生前であっても藤本がその内容の決定に関与しているかどうか」についても区別して記す（内容の一部は、藤本が漫画作品に描いた内容と矛盾している）。
凡例
- ◆印は、『ドラえもん百科』等の企画漫画、企画記事が出典の事項。
- ■印は、藤本死去後に創出された事項。

6500万年前
- ドラえもん達がキューとミューの仲間を探しにいく（『のび太の新恐竜』）。■

5000年前
- アクア星より人魚族が来る（『のび太の人魚大海戦』）。 ■

1580年
- セワシがのび平の元へドラミとアララを送り込む[37]。

2011年（平成23年）
- 4月4日から5日、小学生ののび太が未来デパートに注文したミニドラが、間違って2011年の野比家に届けられる[38]。

2123年 ◆
- コロコロコミックの読者に職業について質問されたDJのドラえもんが、タイムマシンでのび太の家にやってくる前にいた未来世界の年代として口にした西暦。